# Exercice Joint Warrior

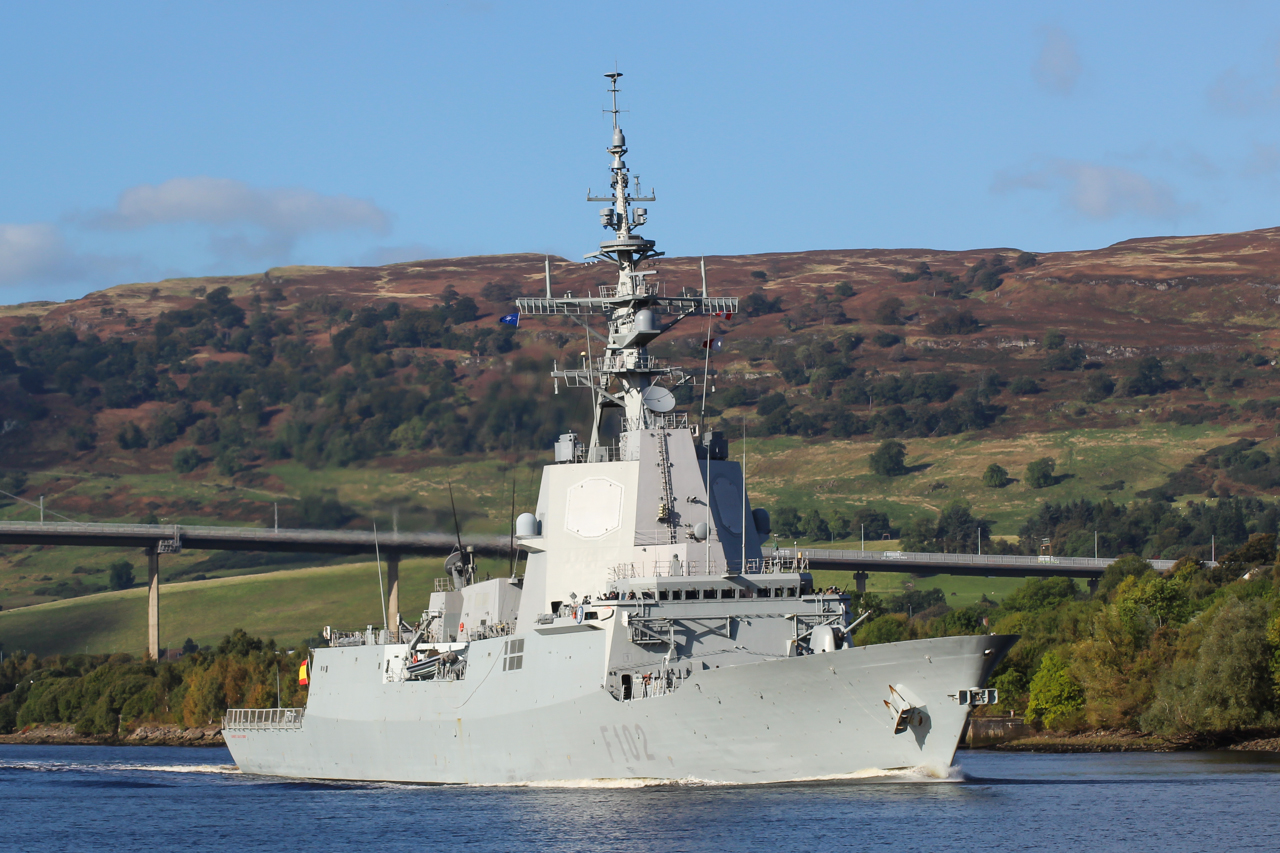
La frégate espagnole Almirante Juan de Borbón sur le fleuve Clyde, passant le pont Erskine au début de Joint Warrior 16/2.

L'exercice Joint Warrior est un exercice militaire multinational biannuel majeur qui a lieu au Royaume-Uni, principalement dans le nord-ouest de l'Écosse. C'est le successeur des exercices Neptune Warrior et du Joint Maritime Course.
Joint Warrior est organisé par le ministère britannique de la Défense et est le plus grand exercice militaire d'Europe, il peut impliquer jusqu'à 13 000 militaires, des trois forces armées britanniques, de l'OTAN et d'autres pays alliés. Jusqu'à 50 navires de guerre, 75 aéronefs et de nombreuses unités au sol participent à cet exercice. Les opérations comprennent des assauts aériens, des assauts amphibies et une formation à la contre-insurrection, à la contre-piraterie et à la guerre interétatique. Des exercices de tir réel ont lieu avec différentes gammes d'armes. Les exercices Joint Warrior ont lieu au printemps et à l'automne et durent deux semaines.
L'exercice vise à fournir un environnement de formation multi-menaces où les participants prennent part à une formation collective en vue d'un déploiement en tant que force opérationnelle interarmées. Joint Warrior fournit également un ensemble de formation à chaque unité participante qui se concentre sur son rôle de spécialiste, mais dans un scénario de guerre plus large.

## Contexte

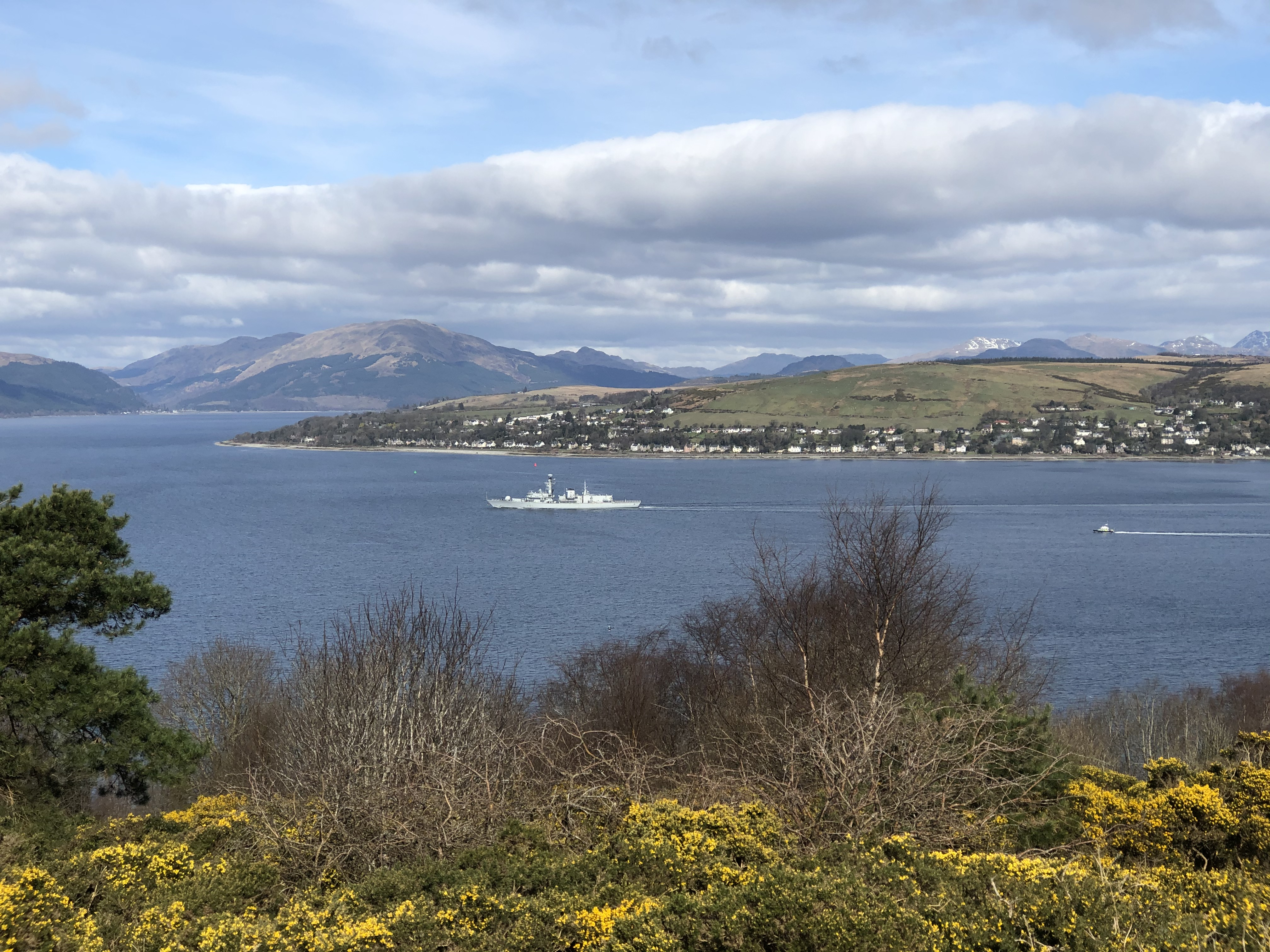
Le deuxième jour de l'exercice Joint Warrior en 2020, le se dirige vers l'ouest dans le Firth of Clyde.

La série d'exercices Joint Maritime Course (JMC) commence après la Seconde Guerre mondiale afin d'améliorer la coopération entre la Royal Navy et la Royal Air Force dans la lutte anti-sous-marine. Plus récemment, des exercices JMC ont lieu trois fois par an, au printemps, en été et en hiver. En 2006, l'exercice est rebaptisé Neptune Warrior et en 2007, il est réduit à deux événements par an. En 2008, le nom Joint Warrior est introduit pour refléter l'implication croissante des trois branches militaires. Chaque exercice est identifié par les deux derniers chiffres de l'année où il a lieu et un chiffre 1 ou 2 selon qu'il s'agit du premier ou du deuxième exercice de l'année. Par exemple, le JMC 98/1 est le premier Joint Maritime Course de 1998 et le JW 15/2 est le deuxième exercice Joint Warrior de 2015.
Tout au long de la guerre froide, les exercices se concentrent sur la menace de guerre anti-sous-marine et utilisent un scénario OTAN contre Pacte de Varsovie. Mustardia (forces rouges) représente une dictature communiste et Cyanica (forces bleues) une démocratie stable. Depuis la fin des années 80, les exercices changent pour refléter les menaces modernes et les théâtres de guerre tels que les Balkans, le Golfe et l'Afghanistan. Avant le scénario de base actuel, les exercices étaient basés sur une guerre civile qui a éclaté en Britannica en 1972, le pays se divisant alors en cinq nations plus petites (Brownia, Mustardia, Cyanica, Ginger et Emeraldia). Afin de représenter la menace posée par al-Qaïda, le groupe terroriste fictif an-Quaich est initié lors des exercices en 2003.

## Planification

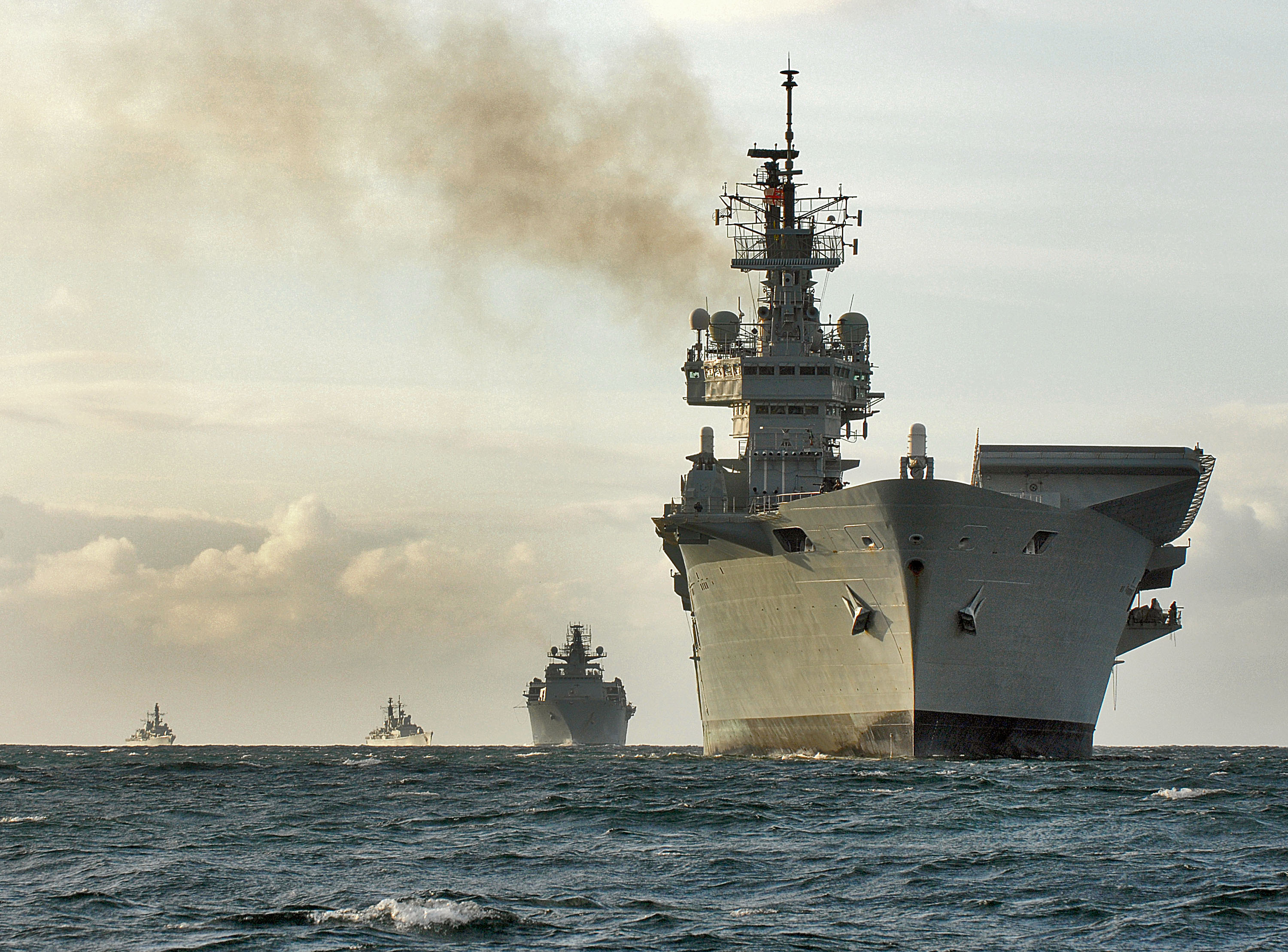
Le à la tête d'un convoi lors de l'exercice Joint Warrior en 2008, suivi du, du et du alors qu'ils traversent le détroit de Mull, au nord-ouest de l'Écosse.

L'exercice est planifié et coordonné par l'état-major de planification des exercices tactiques interarmées du ministère de la Défense (JTEPS) basé au quartier général de Northwood, dans l'Hertfordshire. Tout au long des exercices, le JTEPS se déploie au Centre interarmées des opérations de guerre de HMNB Clyde, qui sert de quartier général de l'exercice.
Les exercices de Joint Warrior utilisent un scénario de base commun qui est basé sur la fragmentation de l'"Empire Ryanian" fictif en quatre nations à la fin des années 1960, et la période intermédiaire de l’histoire jusqu’à nos jours. Un scénario sur mesure est ensuite réécrit pour chaque Joint Warrior par le JTEPS qui comprend des tensions politiques et militaires simulées, entraînant des hostilités.

## Opérations
Bien que Joint Warrior puisse utiliser l'ensemble du Royaume-Uni, y compris les mers et l'espace aérien environnants, l'activité est généralement concentrée au nord et au nord-ouest de l'Écosse, de la mer d'Irlande et de Moray Firth, où la liberté de manœuvre en eau profonde et peu profonde est limitée. La population civile et le faible trafic aérien et maritime offrent des conditions de formation idéales. La proximité des champs de tirs aériens et maritimes tels que Cap Wrath, Tain (en) et Spadeadam est également bénéfique.

### Naval

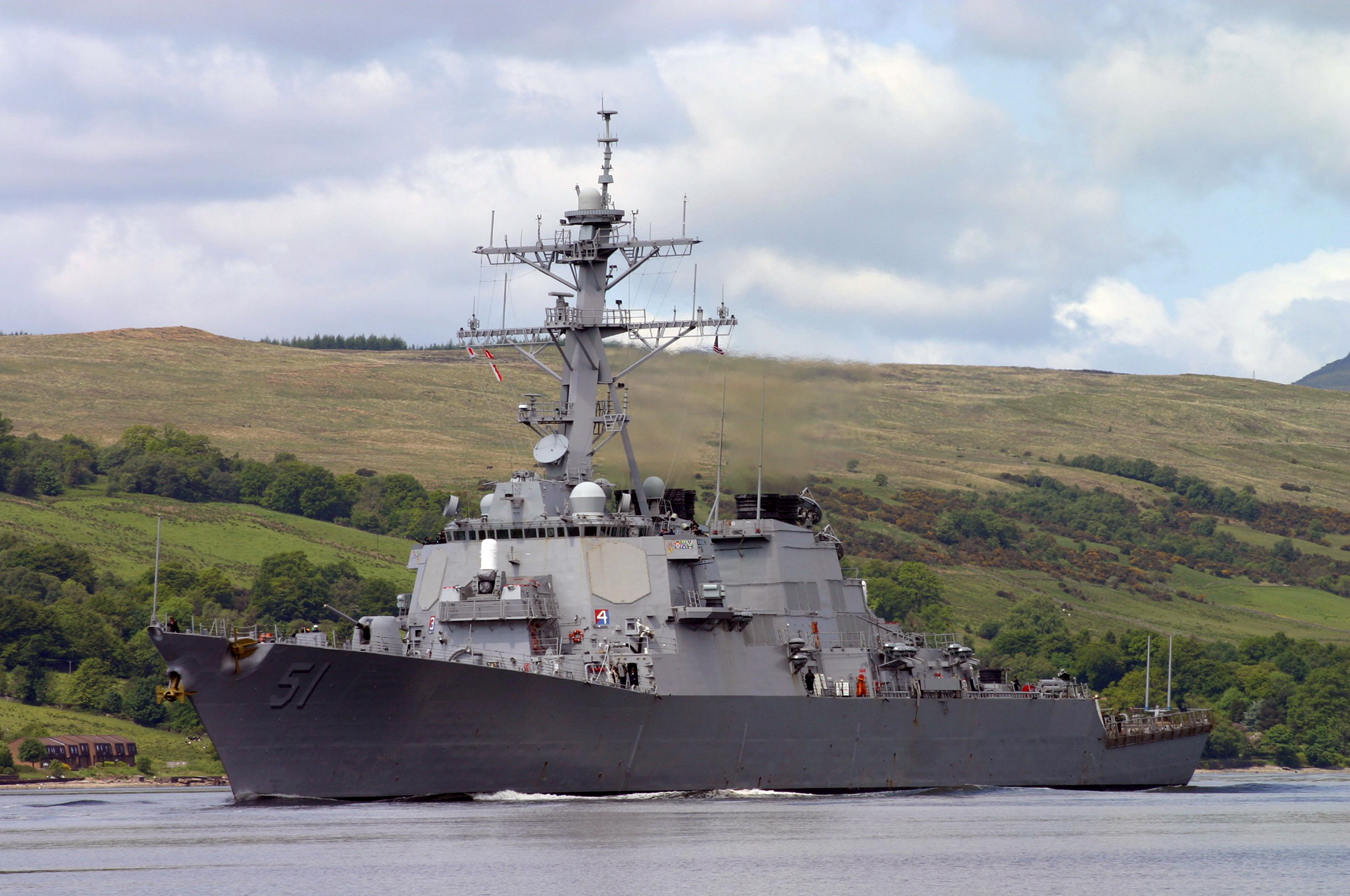
Le quitte HMNB Clyde à Faslane pendant JMC 05/2.

Une gamme d'opérations navales ont lieu pendant Joint Warrior, comprenant le déploiement d'une force opérationnelle maritime; les contre-mesures contre les mines; la contre-piraterie, drogue et insurrection; la guerre électronique; la guerre anti-sous-marine et anti-surface; la formation logistique et de soutien et l'intégration air-terre et air-maritime. Afin de reproduire au plus près les opérations du monde réel, le brouillage du système de positionnement global (GPS) a lieu dans des zones reculées. Avant le brouillage, des consultations sont entreprises avec les communautés aéronautique et maritime pour s'assurer que les perturbations pour les civils sont réduites au minimum. Les débarquements effectués par les marines, se produisent généralement à Luce Bay (en) dans le Galloway et sont lancés à partir de porte-hélicoptères et de navires d'assaut amphibies, qui visent à se rapprocher le plus possible du rivage sans détection.
Jusqu'à 50 navires participent, dont beaucoup visitent des ports britanniques tels qu'Aberdeen, Port Glasgow, Greenock et Faslane (HMNB Clyde) avant et après les exercices,. Pour les marines qui ne participent pas régulièrement à Joint Warrior, une période de formation opérationnelle en mer est normalement requise avant l'exercice.

### Air

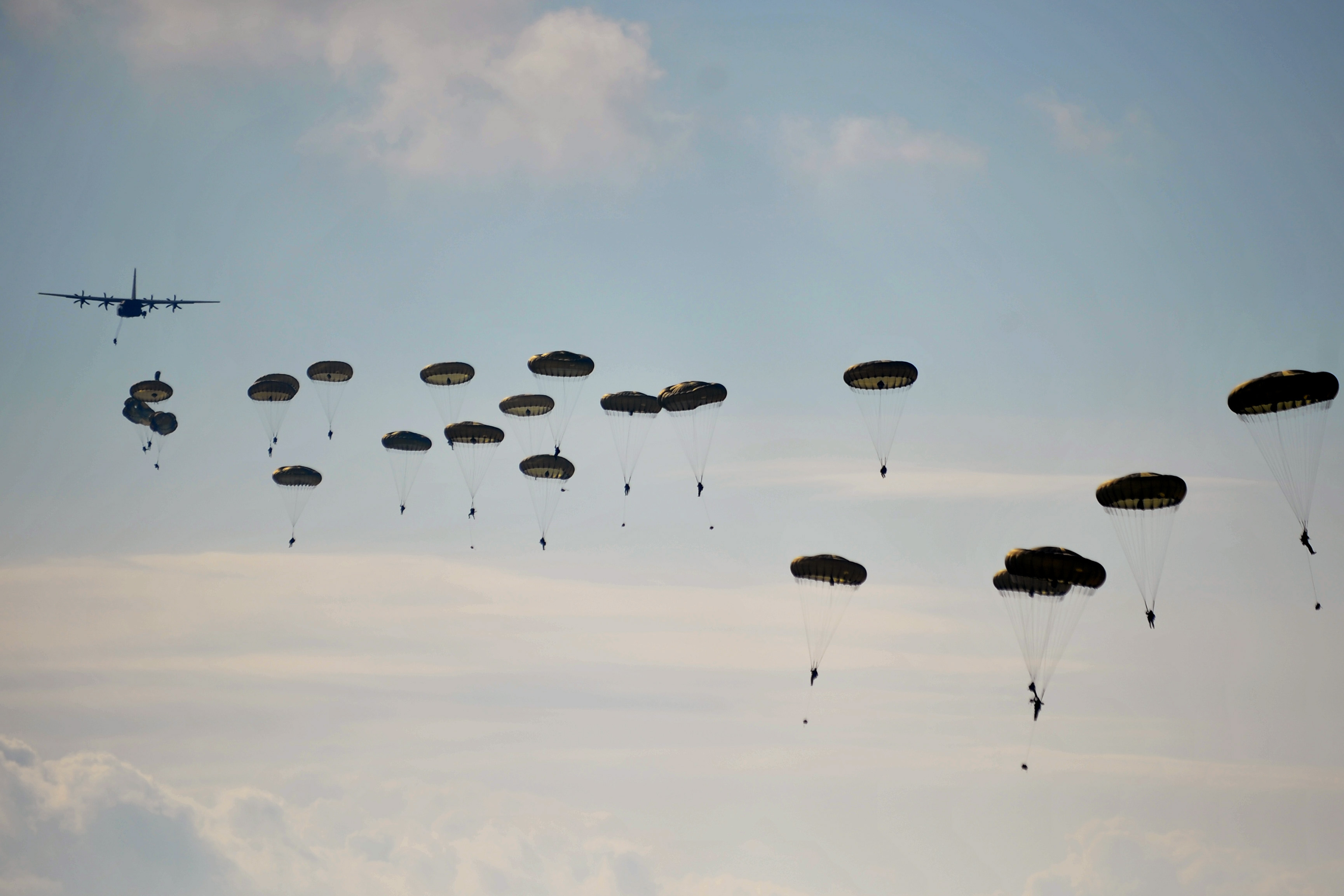
Des parachutistes britanniques du 3 PARA descendent suite à largage d'un C-130J lors de l'exercice Joint Warrior 12/1

Environ 75 aéronefs participent à chaque exercice, représentant une grande variété de capacités de puissance aérienne, avec notamment des chasseurs, des appareils permettant la surveillance, le renseignement, l'acquisition et la reconnaissance de cibles (ISTAR), des avions de patrouille maritime (MPA), des appareils commandement et de contrôle (C2) et des hélicoptères d'attaque et de soutien.
Chaque jour de l'exercice peut voir plus de 100 sorties effectuées à partir de diverses bases en Écosse et au Royaume-Uni. Les participants réguliers qui opèrent à partir de leurs bases d'origine au Royaume-Uni comprennent les Tornado de la RAF Marham, les Typhoon de la RAF Lossiemouth; les C-130 Hercules et Voyagers basés à RAF Brize Norton; les E-3D Sentrys et Sentinel R1 basés à la RAF Waddington et les F-15 de l'US Air Force de la RAF Lakenheath.
Des appareils étrangers sont également déployés sur les aérodromes écossais et ceux du nord de l'Angleterre.
Les Sentrys E3A de l'OTAN basées à Geilenkirchen en Allemagne sont également des participants réguliers.
Les actifs terrestres sont complétés par des hélicoptères embarqués, notamment des Merlin, des Lynx, des Sea King et des Wildcat.
Le groupe aéronaval USS Enterprise a participé aux JMC 01/2 et JMC 02/4,.

#### RAF Lossiemouth
Depuis la fermeture de la RAF Kinloss dans le Morayshire en 2012, la RAF Lossiemouth, également dans le Morayshire, est désormais la principale base utilisé par les forces aériennes étrangères. L'aérodrome accueille des aéronefs de patrouille maritime, les exercices précédents ayant inclus des CP-140 Aurora canadiens, des P-3 Orion et P-8 Poseidon de la marine américaine, des Atlantic français et italiens et des P-3 Orion allemands et néo-zélandais. Une variété de chasseurs de pays étrangers sont également déployé sur l'aérodrome, comme les Mirage 2000N et Rafale français pendant NW 07/2, les SAAB Gripen suédois pendant JW 14/2 et le F-16 Falcon portugais pendant JW 16/2. Lossiemouth accueille également des Dassault Falcon 20 immatriculés chez l'entreprise civile Cobham Aviation, qui opèrent aux côtés des Hawks du 736 Squadron de la Royal Navy. Les aéronefs à voilure tournante qui sont opérés à partir de l'aérodrome comprennent des Westland Sea King de la Royal Navy dans le rôle d'alerte avancée en vol et des Sikorsky HH-60G Pave Hawk de la United States Air Force utilisé pour la recherche et le sauvetage de combat.
La grande variété d'avions déployés sur l'aérodrome peut amener un grand nombre de passionnés d'aviation à se rendre à Lossiemouth pendant les exercices du Joint Warrior.

#### RAF Leeming
Les Hawk du No.100 Squadron basé à RAF Leeming (en) dans le Yorkshire simulent les forces ennemies dans le rôle d'agresseur (en). L'aérodrome accueille également des chasseurs tels que les Alphajet de l'armée de l'air française et les Tornado l'armée de l'air allemande,.

#### MOD West Freugh
L'aérodrome de MOD West Freugh à Dumfries and Galloway est temporairement réactivé par la Tactical Supply Wing RAF (en) pendant JW 14/1. Des installations d'armement et de ravitaillement avancées ont été créées pour soutenir les hélicoptères de la 16e Brigade d'assaut par air.

### Sol
La formation au sol utilise des terrains militaires, des champs de tir et des terrains privés. Des assauts aériens ont lieu pour reprendre des aérodromes, et comme l'aérodrome de Castle Kennedy, l'aérodrome de West Freugh, la zone d'entraînement de la plaine de Salisbury ou encore la caserne de Kinloss. Les autres emplacements utilisés incluent le château d'Edingham (en), près de Dalbeattie.

## Événements notables
- Pendant le NW 07/1, deux avions russes Tupolev Tu-95 Bear sont détectés au-dessus des Hébrides extérieures alors qu'ils surveillent l'exercice. Des avions de combat Tornado F3 de la RAF ont été déclenchés de la RAF Leuchars pour escorter les appareils hors de l'espace aérien britannique[21].
- Les exercices de tir réel de JW 08/1 sont accusés d'avoir provoqué un feu de bruyère qui a affecté 137 hectares à Cap Wrath[22].
- Le premier tir d'un missile AGM-114 Hellfire au Royaume-Uni a lieu pendant JW 12/1 lorsque deux Apache de l'Army Air Corp du HMS Illustrious ont tiré sur des cibles en mer au large du nord de l'Écosse[23].
- Après avoir subi une panne mécanique pendant JW 14/1, un hélicoptère Apache de l'Army Air Corps effectue un atterrissage d'urgence dans un champ près de Maryculter (en), dans l'Aberdeenshire[24].

## Controverse
Les organismes de bienfaisance de conservation marine se sont inquiétés du fait que les activités militaires associées à Joint Warrior, en particulier l'utilisation du sonar, ont des effets néfastes sur les mammifères marins.
Une diminution significative des observations de cétacés dans l'ouest de l'Écosse, en particulier lors des JMC de 1998 des, a conduit à la formation d'un forum de discussion conjoint composé du ministère de la Défense, du Scottish Natural Heritage, d'ONG environnementales et de voyagistes concernés par la faune. En conséquence, un code de conduite pour les opérateurs navals a été développé et les zones où l'activité des cétacés est connue sont évitées pendant les exercices. Cependant, des inquiétudes persistent et le navire du Hebridean Whale and Dolphin Trust Silurian a été utilisé pendant les exercices de 2015 et 2016 pour surveiller l'activité navale et tout changement dans le comportement de la vie marine,.